# کالیوپ (پروجکت)
کالیوپ (به انگلیسی: Calliope Projects) یک منطقهٔ مسکونی در ایالات متحده آمریکا است که در لوئیزیانا واقع شده‌است. کالیوپ ۱٬۱۰۰ نفر جمعیت دارد.